# Precepte moral
Un precepte moral és una norma ètica que obliga a complir-la per als que estan dins un sistema moral concret. Per exemple, els deu manaments bíblics són la guia de conducta bàsica per als creients judeocristians i l'anomenada regla d'or és el principi més freqüent en els diferents sistemes ètics i es considera una greu falta no seguir-la.
La diferència entre els preceptes morals i les normes de conducta d'una comunitat radica en el fet que els primers estan formulats de manera explícita, se sanciona el seu incompliment (amb el rebuig social o un càstig) i constitueixen la base de qualsevol norma ètica posterior.
Kant volia, amb la seva Crítica de la raó pràctica, arribar a establir un precepte moral universal, que no depengués de cap cultura o experiència prèvia. Per això va anomenar-lo «imperatiu categòric», subratllant la seva necessitat.